# Cobbel
Cobbel là một đô thị thuộc huyện Stendal, bang Sachsen-Anhalt, Đức. Đô thị Cobbel có diện tích 11,15 km², dân số thời điểm ngày 31 tháng 12 năm 2006 là 268 người.